# Памятник В. И. Ленину (Ижевск)
Па́мятник В. И. Ле́нину — памятник В. И. Ленину в городе Ижевске, расположен на улице Советской напротив здания Национальной библиотеки Удмуртской Республики.
Установлен в 1958 году. Скульптор — П. П. Яцыно. Памятник является объектом культурного наследия регионального значения.

## История
7 ноября 1925 года в Ижевске был установлен небольшой бюст В. И. Ленина из чугуна или бронзы на деревянном постаменте, окрашенном под мрамор. Памятник стоял на площадке двух маршевой деревянной лестницы, спускавшейся от Советской улицы в сторону заводской плотины. В 1946 году, при реконструкции обветшалой деревянной лестницы и замене её на металлическую, этот памятник был снят. В 1950 году было принято решение об установке нового памятника в ансамбле с новым зданием республиканской библиотеки.
Автор проекта памятника — известный советский скульптор П. П. Яцыно, проекта постамента — архитектор Л. Н. Кулага. 7 августа 1952 года предложенный авторами проект был рассмотрен и одобрен Советом Министров Удмуртской АССР. Отливку бронзовой статуи произвёл Киевский завод художественного литья, а пьедестал изготовил подмосковный Мытищинский завод. 20 июня 1958 года, в день празднования 400-летия добровольного присоединения Удмуртии к России, памятник был торжественно открыт.

Стремясь показать Ленина-вождя и человека, ваятель сознательно избегает мелочной детализации, его изобразительный язык лаконичен. Фигура Ленина, несмотря на спокойную, естественную позу, полна большой внутренней силы, страстного порыва. Хорошо гармонирует со статуей такой же простой и строгий пьедестал из красного и чёрного гранита. Единственным украшением его служит бронзовый валик в виде венка из цветов, перевитых лентой с удмуртским национальным орнаментом.— О. В. Севрюков — «Ижевск: Краеведческий очерк», 1972 год